# Brilliance

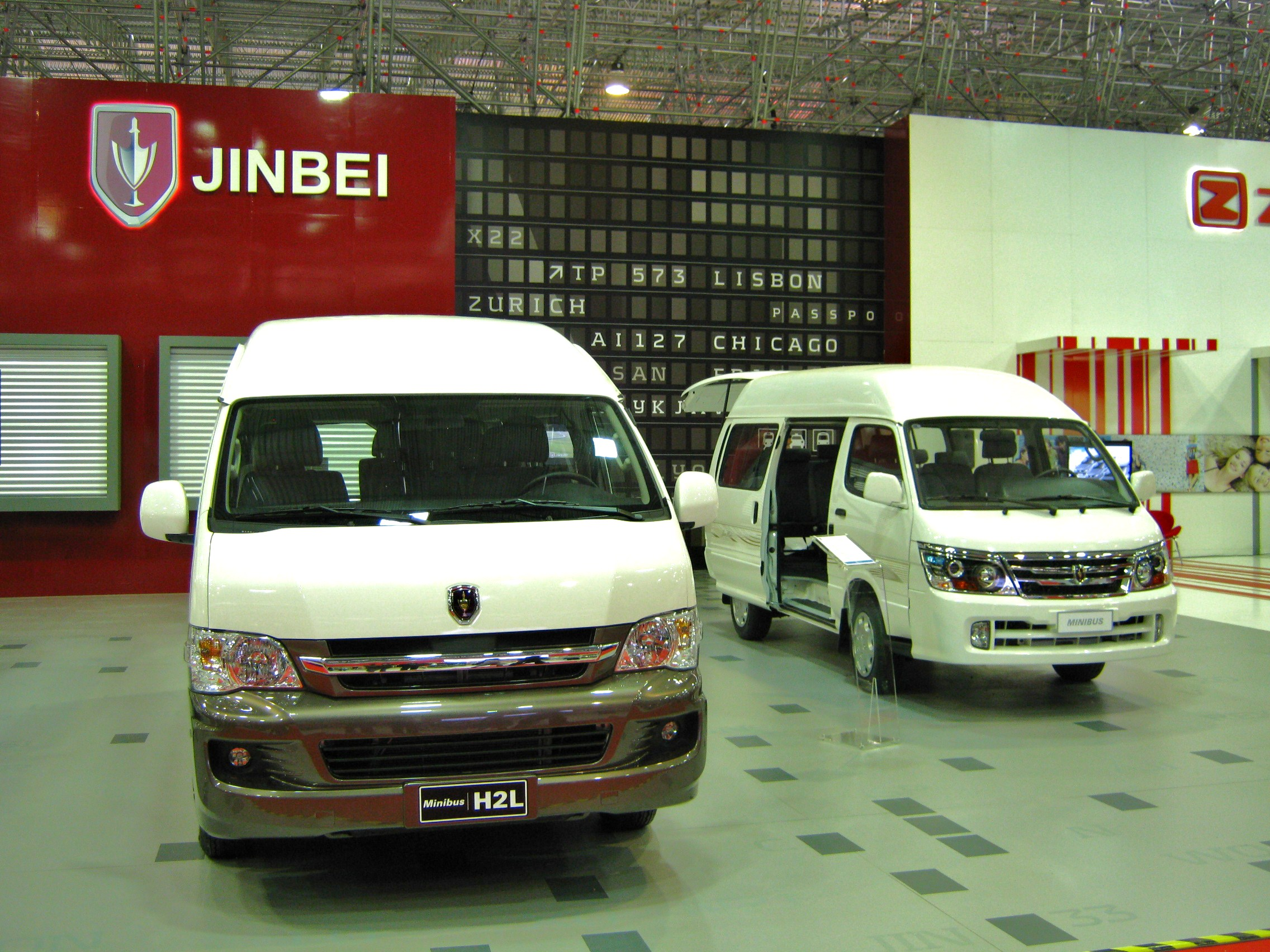
Jinbei H2 en Haise Awing

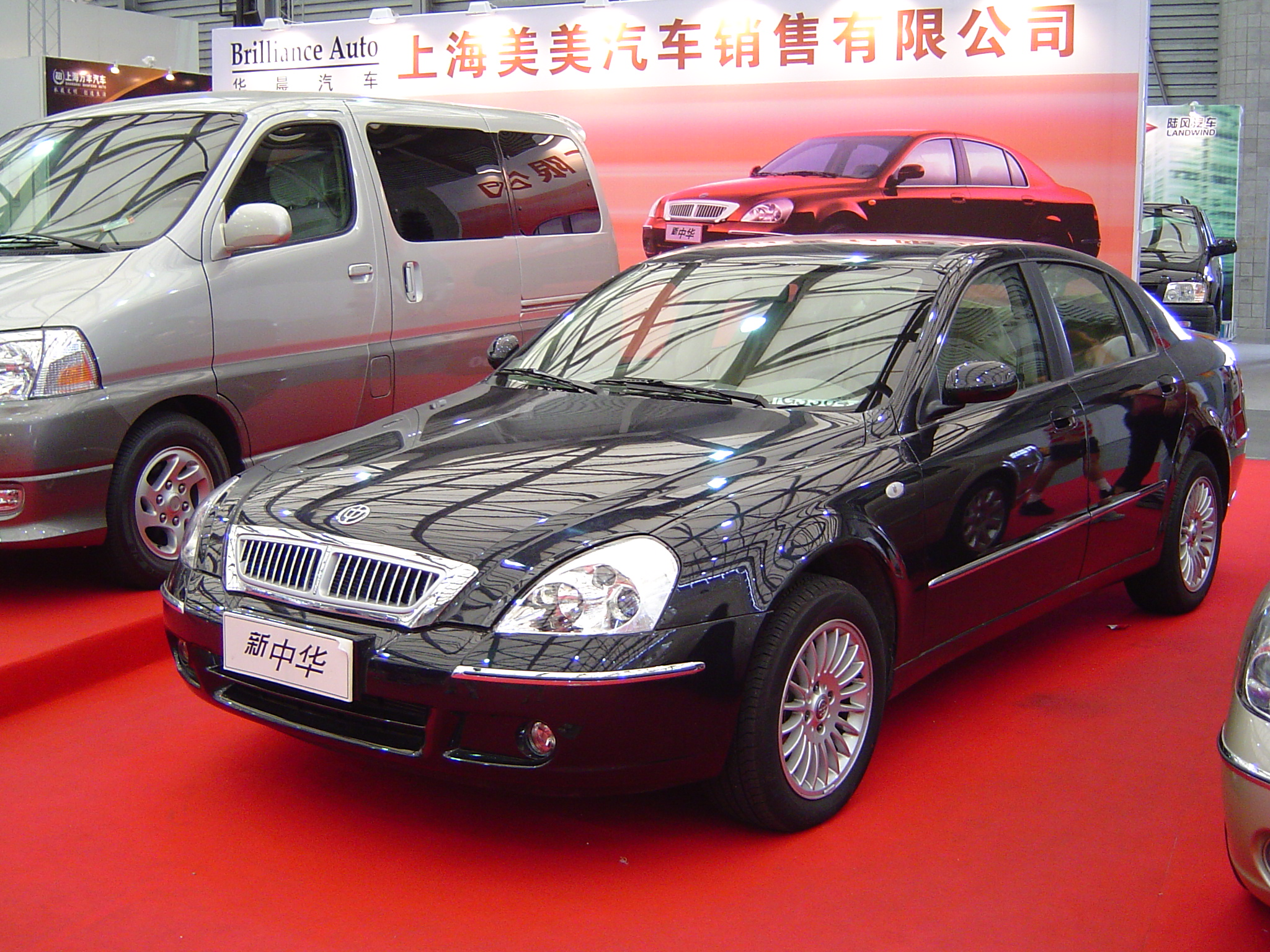
Zhonghua Zunchi naast een Jinbei Granse

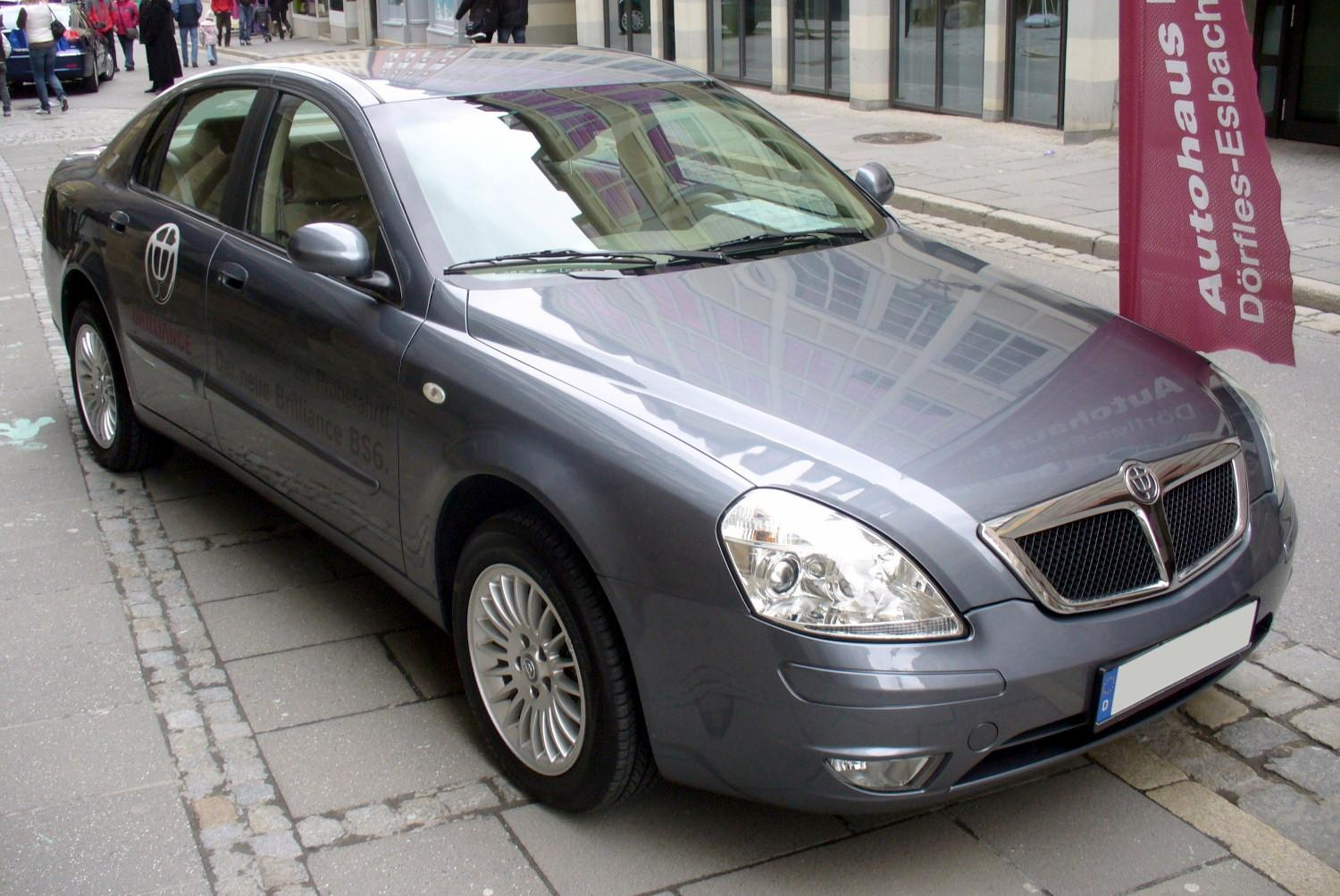
Brilliance BS6 (Zhonghua Zunchi facelift)

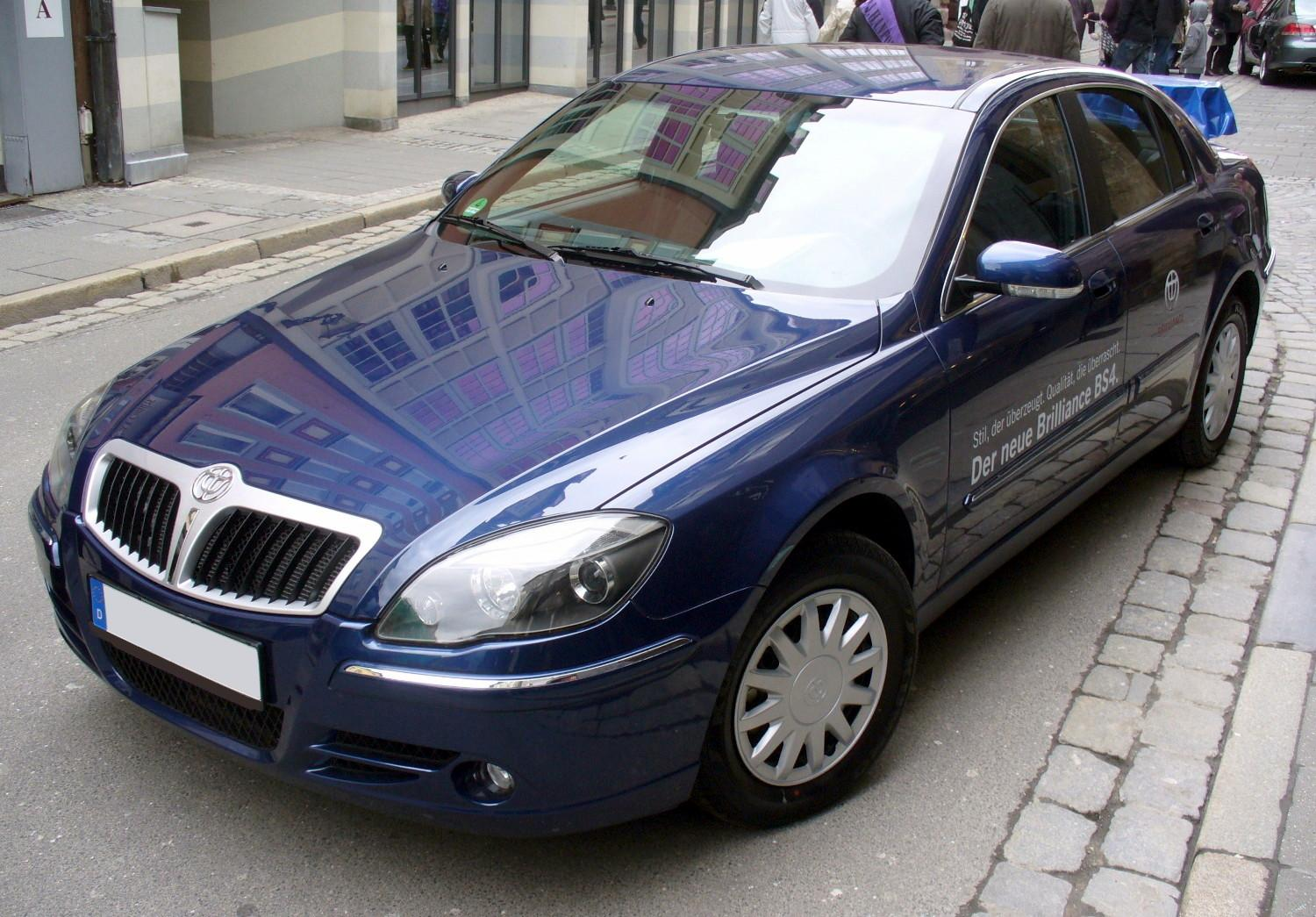
Brilliance BS4 (Zhonghua Junjie)

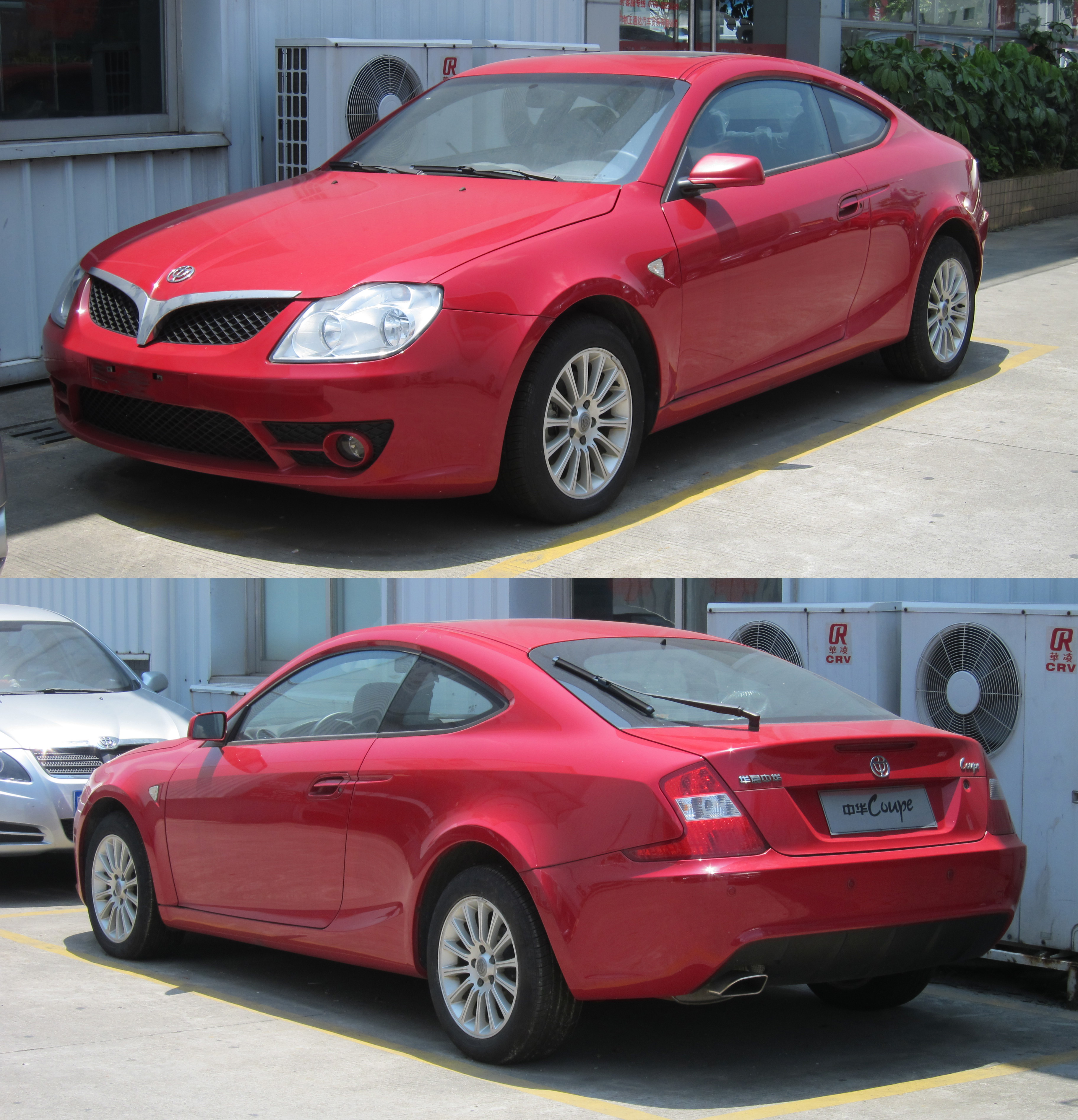
Zhonghua Kubao (Brilliance BC3)

Brilliance China Auto is een Chinees automerk en is in China een Chinese fabrikant van autocomponenten, minibussen en personenauto's, gevestigd in Shenyang in de provincie Liaoning. In 2019 verkocht Brilliance 40.000 minibussen van het merk Jinbei en daarnaast 545.000 auto's voor BMW.

## Activiteiten
Brilliance is een fabrikant van lichte bedrijfswagens, onderdelen en componenten. Per 31 december 2019 telde het 5610 medewerkers.
In 2017 maakte het een samenwerking bekend met Renault. De twee hebben een joint venture opgericht met de naam Renault Brilliance Jinbei Automotive Co., Ltd. (RBJAC). Renault heeft 49% van de aandelen in RBJAC. In 2017 verkocht het 61.000 voertuigen.
Het meest belangrijke bedrijfsonderdeel is de joint venture met BMW. BMW Brilliance Automotive Ltd (BBA) werd in mei 2003 opgericht. De activiteiten van dit onderdeel zijn de productie van BMW voertuigen, onderzoek en ontwikkeling, verkoop en after-sales services. BBA maakt zeven modellen: BMW 1-series sedan, BMW-2 series Tourer, BMW 3-series en BMW 5-series en BMW X1, X2 en X3. Al deze voertuigen worden geproduceerd in de twee fabrieken, Dadong en Tiexi, in Shenyang. In januari 2016 werd een motorenfabriek geopend en in 2017 volgde een accufabriek. In 2017 behaalde de joint venture een omzet van 15 miljard euro en een nettowinst van 1,2 miljard. In oktober 2018 bereikte BMW overeenstemming om haar belang in BBA te verhogen van 50% naar 75%. BMW betaalde 3,6 miljard euro voor dit aandelenpakket en de transactie werd in februari 2022 afgerond. Verder hebben de twee besloten het samenwerkingscontract te verlengen van 2028 tot 2040.
BMW Brilliance Automotive wordt niet in de financiële consolidatie betrokken, Brilliance neemt alleen het nettoresultaat mee in de resultatenrekening. In 2019 had het bedrijf een omzet van RMB 3,9 miljard en een winst vóór belastingen van RMB 6,3 miljard. De bijdrage van de joint ventures aan de winst vóór belastingen was RMB 7,6 miljard. De niet-geconsolideerde omzet van BBA was het veertigvoudige en kwam op RMB 173 miljard uit in 2019.
De aandelen van het bedrijf staan sinds oktober 1999 genoteerd aan de Hong Kong Stock Exchange (HKSE). De tickercode is 1114 en staat genoteerd onder de naam Brilliance China Automotive Holdings Ltd. Huachen is met 42,3% van de aandelen per eind december 2017 grootaandeelhouder van de onderneming. Op 31 maart 2021 werd de notering van de aandelen op de HKSE stilgelegd. Het bedrijf kon niet voldoen aan de eis van de beurs om de jaarresultaten over 2020 op tijd te publiceren. Huachen is in financiële moeilijkheden en dit treft ook een deelneming van Brilliance.

## Geschiedenis
Brilliance werd op 9 juni 1992 opgericht in Bermuda. Brilliance China Automotive Holdings Limited heeft een aandeel van 51% in Shenyang Automotive, de producent van Zhonghua en Jinbei auto's en vrachtauto's.
Jinbei Vehicle Manufacturing Co.,Ltd werd opgericht in 1958 en maakt onderdeel uit van Brilliance China Automotive Holdings Limited. Jinbei is producent van lichte bedrijfswagens en zware bedrijfswagens. In december 2003 werd Mianyang Huarui Automotive Co.,Ltd., gevestigd in Mianyang opgericht als een onderdeel van Jinbei. Mianyang Jinbei richt zich op de fabricage van pick-ups, SUV's, microvans en minivans. Voor de minivans heeft Jinbei al ruim 20 jaar een joint venture met de Japanse autofabrikant Toyota voor de lokale productie van de Hiace.
Op 16 december 2000 introduceerde Brilliance haar eerste zelf ontworpen sedan, de Zhonghua, die is ontworpen door ItalDesign van Giorgetto Giugiaro. In 2002 ging de 4,88 meter lange sedan in productie in Shenyang als Zhonghua Zunchi (Grandeur). Later verscheen de compactere Zhonghua Junjie (Splendor) en in 2008 ging de Junjie FRV in productie. Deze compacte hatchback is eveneens getekend door ItalDesign.
In 2003 kreeg Brilliance een aandeel van 50% in een joint venture met BMW. De joint venture BMW Brilliance richt zich op de productie van BMW voertuigen in China.
Het eerste model voor de westerse markt kwam in december 2006 op de markt, de Brilliance BS6 (ook wel Zhonghua genoemd). De auto was leverbaar zijn met 2.0 en 2.4 benzinemotoren van Mitsubishi. De auto's staan op een chassis dat is ontwikkeld in samenwerking met Porsche, en de productielijnen van BMW. Het Belgische Cardoen importeerde de auto gedurende korte tijd, maar na een dramatisch verlopen crashtest werd de import gestaakt.
Per 31 december 2009 nam Brilliance afscheid van het automerk Zonghua. De verkopen vielen tegen en het was geen financieel succes. Het merk en alle gerelateerde activiteiten werden verkocht aan de moedermaatschappij Huachen.

## Verkoopcijfers
De verkoopcijfers van Brilliance wereldwijd:
| Jaar | Jinbei | Zhonghua | BMW     |
| ---- | ------ | -------- | ------- |
| 2000 | 60.018 | -        |         |
| 2001 | 63.009 | -        |         |
| 2002 | 65.138 | 8.816    | -       |
| 2003 | 74.618 | 25.600   | -       |
| 2004 | 61.618 | 10.982   | 8.708   |
| 2005 | 60.000 | 9.000    | 17.501  |
| 2006 | 66.245 | 62.281   | 23.600  |
| 2007 | 73.415 | 106.770  | 32.100  |
| 2008 | 73.863 | 91.356   | 35.068  |
| 2009 | 78.968 | 119.138  | 44.888  |
| 2010 | 95.180 | 159.709  | 70.488  |
| 2011 | 82.491 | -        | 108.189 |
| 2012 | 82.506 | -        | 160.849 |
| 2013 | 83.747 | -        | 206.729 |
| 2014 | 77.710 | -        | 278.529 |
| 2015 | 58.023 | -        | 287.073 |
| 2016 | 62.673 | -        | 310.026 |
| 2017 | 61.028 | -        | 385.549 |
| 2018 | 43.000 | -        | 466.182 |
| 2019 | 40.197 | -        | 545.919 |